# 垂葉書帶蕨
垂葉書帶蕨（学名：Haplopteris zosterifolia）为書帶蕨科書帶蕨屬下的一个种。

## 扩展阅读
- 維基物種上的相關：垂葉書帶蕨